# Leonard Rosenman
Leonard Rosenman (n. Nueva York, 7 de septiembre de 1924 - m. Los Ángeles, 4 de marzo de 2008)  fue un compositor estadounidense conocido principalmente por ser el autor de la partitura de numerosas bandas sonoras cinematográficas.

## Biografía
Fue alumno de Arnold Schönberg, Roger Sessions  y Luigi Dallapiccola. En sus inicios trabajó como profesor de piano y de música de cámara. En 1955, por recomendación de James Dean que era uno de sus alumnos, hizo su primera colaboración para el cine, la banda sonora de la película Al este del edén, que obtuvo un gran éxito.
A partir de entonces, escribió la música de gran número de películas y consiguió dos Oscar por la mejor banda sonora adaptada, Barry Lyndon (1975) y Esta tierra es mi tierra (1976). Sin embargo, nunca obtuvo el Oscar a la mejor banda sonora original, aunque fue candidato por Los mejores años de mi vida  en 1983 y Star Trek IV: misión: salvar la Tierra en 1986.
Como compositor vanguardista, escribió música dodecafónica, sin duda bajo la influencia de Schönberg, y practicó la atonalidad. Ejemplo de ello es la música de Viaje alucinante, de Richard Fleischer (1966).
Una de sus mejores obras fue la banda sonora de la versión animada de El Señor de los Anillos, dirigida en 1978 por Ralph Bakshi. Su última partitura fue la de la cinta francesa Si je t'attrape (2005).
Aunque su fama se debe a la música cinematográfica, fue también compositor de música clásica. En esta faceta una de sus obras más conocidas es el Concierto para violín número 2, estrenado en 1977 en el Carnegie Hall.

## Bandas sonoras
| Película                               | Año  | Título original                             | Director           |
| -------------------------------------- | ---- | ------------------------------------------- | ------------------ |
| La tela de araña                       | 1955 | The Cobweb                                  | Vincente Minnelli  |
| Rebelde sin causa                      | 1955 | Rebel Without a Cause                       | Nicholas Ray       |
| Al este del Edén                       | 1955 | East of Eden                                | Elia Kazan         |
| Bombers B-52                           | 1957 | Bombers B-52                                | Gordon Douglas     |
| Donde la ciudad termina                | 1957 | Edge of the City                            | Martin Ritt        |
| La escuadrilla Lafayette               | 1958 | Lafayette Escadrille                        | William A. Wellman |
|                                        | 1959 | The Twilight Zone                           |                    |
| La cima de los héroes                  | 1959 | Pork Chop Hill                              | Lewis Milestone    |
| El zarzal                              | 1960 | The Bramble Bush                            | Daniel Petrie      |
| Los saqueadores                        | 1960 | The Plunderers                              | Joseph Pevney      |
| Confidencias de mujer                  | 1962 | The Chapman Report                          | George Cukor       |
| Comando                                | 1962 | Hell Is for Heroes                          | Don Siegel         |
| Viaje alucinante                       | 1966 | Fantastic Voyage                            | Richard Fleischer  |
| Un pacto con la muerte                 | 1967 | Covenant with Death                         | Lamont Johnson     |
| Cuenta atrás                           | 1968 | Countdown                                   | Robert Altman      |
|                                        | 1968 | Hellfighters                                | Andrew V. McLaglen |
|                                        | 1969 | Any Second Now (TV)                         | Gene Levitt        |
|                                        | 1970 | The Todd Killings                           | Barry Shear        |
| Regreso al planeta de los simios       | 1970 | Beneath the Planet of the Apes              | Ted Post           |
| Un hombre llamado Caballo              | 1970 | A Man Called Horse                          | Elliot Silverstein |
|                                        | 1971 | Banyon                                      |                    |
| Batalla por el planeta de los simios   | 1973 | Battle for the Planet of the Apes           | J. Lee Thompson    |
| El fantasma de Hollywood               | 1974 | The Phantom of Hollywood                    | Gene Levitt        |
|                                        | 1974 | Judge Dee and the Monastery Murder (TV)     | Jeremy Kagan       |
| Carrera contra el diablo               | 1975 | Race with the Devil                         | Jack Starrett      |
| Barry Lyndon                           | 1975 | Barry Lyndon                                | Stanley Kubrick    |
|                                        | 1976 | Sybil                                       | Daniel Petrie      |
|                                        | 1976 | Bound for Glory                             |                    |
|                                        | 1977 | An Enemy of the People                      |                    |
|                                        | 1977 | The Possessed                               |                    |
| El Señor de los Anillos                | 1978 | J. R. R. Tolkien's The Lord of the Rings    | Ralph Bakshi       |
| Su otro amor                           | 1982 | Making Love                                 | Arthur Hiller      |
| Star Trek IV: misión: salvar la Tierra | 1986 | Star Trek IV: The Voyage Home               | Leonard Nimoy      |
| RoboCop 2                              | 1990 | RoboCop 2                                   | Irvin Kershner     |
| Keeper Of The City                     | 1991 | Keeper Of The City (película de televisión) | Bobby Roth         |

## Premios y distinciones
Premios Óscar
| Año  | Categoría                   | Película                               | Resultado |
| ---- | --------------------------- | -------------------------------------- | --------- |
| 1976 | Mejor orquestación          | Barry Lyndon                           | Ganador   |
| 1977 | Mejor orquestación          | Esta tierra es mi tierra               | Ganador   |
| 1984 | Mejor banda sonora original | Los mejores años de mi vida            | Nominado  |
| 1987 | Mejor banda sonora original | Star Trek IV. Misión: salvar la Tierra | Nominado  |